# Mining League
La Mining League era una lega calcistica che veniva disputata dalle squadre della Cornovaglia, Inghilterra, UK, ed aveva tre divisioni. La First Division era al livello 13 della piramide calcistica inglese, ed i vincitori venivano promossi nella Cornwall Combination.
La lega si fuse con la Falmouth & Helston League al termine della stagione 2010-2011. Le due leghe in precedenza, avevano tre divisioni con 45 squadre. La nuova Trelawny League venne inaugurata a partire dalla stagione 2011-2012. Nel 2010 la Falmouth & Helston League ha celebrato il suo 50º anniversario.

## Eventi
La lega è salita alla ribalta delle cronache nazionali a causa del Madron, squadra promossa dalla Division One, che ha subito 227 goal in 11 partite, incluso un 55-0 contro l'llogan RBL riserve. Il Madron finì la stagione con 0 punti e con una differenza reti di -395.

## Albo d'oro
Di seguito sono elencati i vincitori delle ultime due stagioni:

### Division One
2009-2010: Illogan riserve

2010-2011: Illogan riserve

### Division Two
2009-2010: Madron

2010-2011: Carbis Bay United

### Division Three
2009-2010: Praze-an-Beeble

2010-2011: Hayle IV